# Понпей
Понпей (на английски: Pohnpei или Ponape, произхождащо от Bonabee) e остров, намиращ се на около 1600 km североизточно от Нова Гвинея. Той е един от четирите щата на Микронезия.

## История
В югоизточни край на острова лежат останките на Нан Мадол – огромен мегалитен град с площ 28 km2. Известен като „Тихоокеанската Венеция“ още от откриването му от европейците в началото на 19 век.
Огромният каменен град е построен върху коралов риф и е пресечен от изкуствени канали. В „Нан Мадол-Център“ има между 90 и 100 изкуствени островчета на 2,5 km2, всяко от което е построено от гигански базалтови греди, някои от които тежат около 20 тона. Някои от блоковете в постройките на островчетата тежат около 50 тона и имат стени с височина до 10 m. По-големите островчета са свързани с тунели.